# 2018年金馬經典影展
2018年金馬經典影展是在2018年8月3日至8月23日在臺北放映，6月24日舉行選片指南。臺中場則於8月16日至8月27日，7月21日舉辦選片指南。

## 參展影片
- 英格玛·伯格曼
  - 《危機》（Kris），1946年
  - 《雨中情（英语：It Rains on Our Love）》（Det regnar på vår kärlek），1946年
  - 《開往印度之船（英语：A Ship to India）》（Skepp till India land），1947年
  - 《黑暗中的音樂（英语：Music in Darkness）》（Musik i mörker），1948年
  - 《愛慾之港（英语：Port of Call）》，（Hamnstad），1948年
  - 《牢獄（英语：Prison (1949 film)）》（Fängelse），1949年
  - 《饑渴（英语：Thirst (film)）》（Törst），1949年
  - 《喜悅（英语：To Joy (film)）》（Till glädje），1950年
  - 《夏日戀曲（英语：Summer Interlude）》（Sommarlek），1951年
  - 《女人的秘密（英语：Secrets of Women (film)）》（Kvinnors väntan），1952年
  - 《莫妮卡（英语：Summer with Monika）》（Sommaren med Monika），1953年
  - 《裸夜（英语：Sawdust and Tinsel）》（Gycklarnas afton》），1953年
  - 《戀愛課程（英语：A Lesson in Love）》（En Lektion i kärlek），1954年
  - 《秋日之旅（英语：Dreams (1955 film)）》（Kvinnodröm），1955年
  - 《夏夜微笑（英语：Smiles of a Summer Night）》（Sommarnattens leende），1955年
  - 《第七封印》（Det Sjunde inseglet），1957年
  - 《野草莓》（Smultronstället），1957年
  - 《生命的邊緣（英语：Brink of Life）》（Nära livet），1958年
  - 《魔術師（英语：The Magician (1958 film)）》（Ansiktet），1958年
  - 《處女之泉》（Jungfrukällan），1960年
  - 《魔鬼的眼睛（英语：The Devil's Eye）》（Djävulens öga），1960年
  - 《穿過黑暗的玻璃（英语：Through a Glass Darkly (film)）》（Såsom i en spegel），1961年
  - 《冬之光（英语：Winter Light）》（Nattvardsgästerna），1962年
  - 《沉默（英语：The Silence (1963 film)）》（Tystnaden），1963年
  - 《這些女人們（英语：All These Women）》（För att inte tala om alla dessa kvinnor），1964年
  - 《假面（英语：Persona (1966 film)）》（Persona），1966年
  - 《狼的時刻（英语：Hour of the Wolf）》（Vargtimmen），1968年
  - 《羞恥（英语：Shame (1968 film)）》（Skammen），1968年
  - 《安娜的激情（英语：The Rite (1969 film)）》（En Passion），1969年
  - 《紅杏（英语：The Touch (1971 film)）》（Beröringen），1971年
  - 《哭泣與耳語》（Viskningar och rop），1972年
  - 《婚姻場景（英语：Scenes from a Marriage）》（Scener ur ett äktenskap），1973年
  - 《羞恥（英语：The Magic Flute (1975 film)）》（Trollflöjten），1975年
  - 《面面相覷（英语：Face to Face (1976 film)）》（Ansikte mot ansikte），1976年
  - 《蛇蛋（英语：The Serpent's Egg (film)）》（The Serpent's Egg），1977年
  - 《秋光奏鳴曲》（Höstsonaten），1978年
  - 《傀儡生活（英语：From the Life of the Marionettes）》（Aus dem Leben der Marionetten），1980年
  - 《芬妮和亞歷山大》（Fanny och Alexander），1982年

## 外部連結
- 金馬經典影展（页面存档备份，存于）